# Brechtstraße 1a (Quedlinburg)

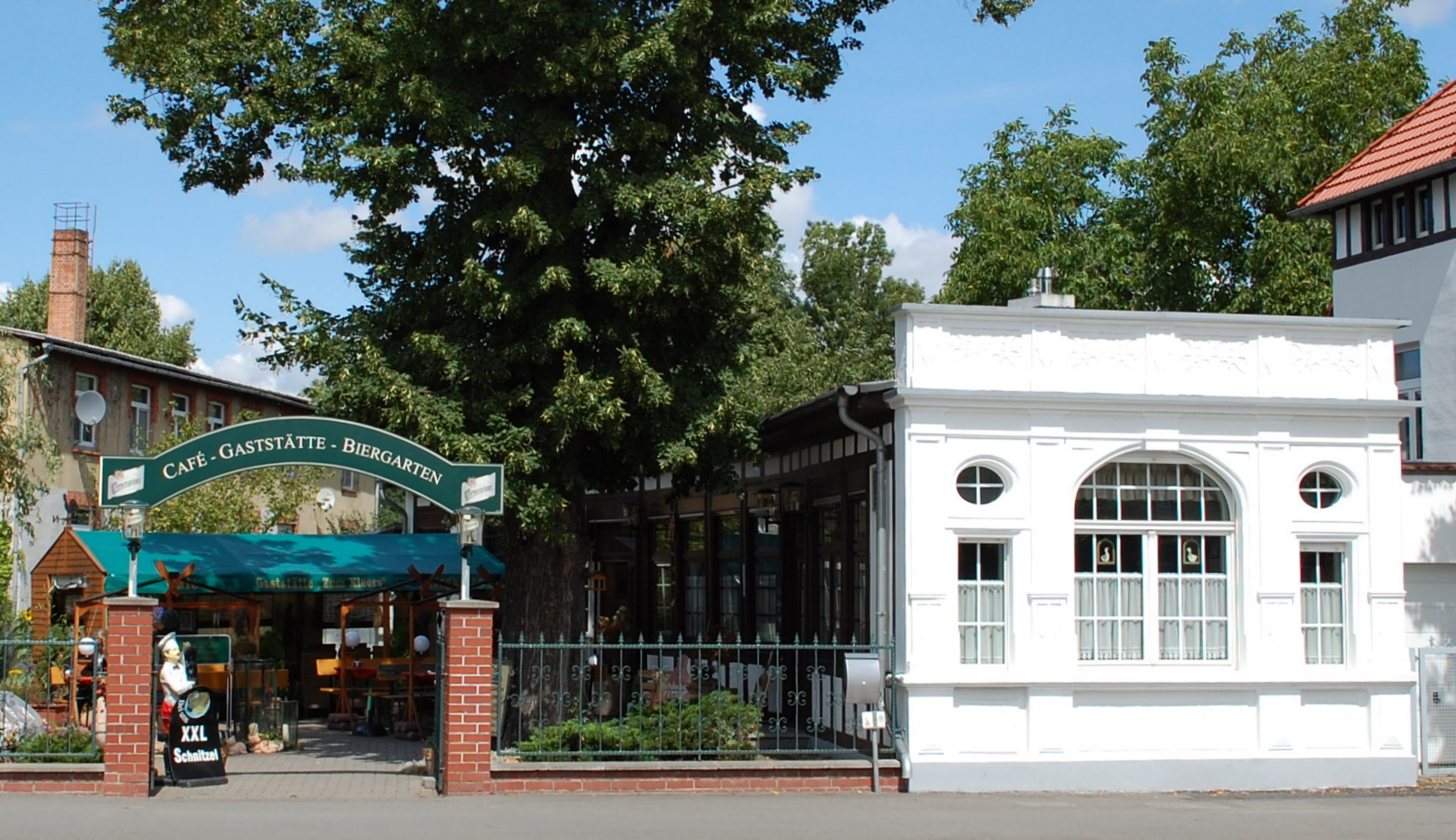
Gaststätte Brechtstraße 1a

Das Haus Brechtstraße 1a ist ein denkmalgeschütztes Gaststättengebäude in der Stadt Quedlinburg in Sachsen-Anhalt.
Das Gartenlokal befindet sich nördlich der historischen Quedlinburger Innenstadt. Es ist im Quedlinburger Denkmalverzeichnis als Gaststätte eingetragen. Im Haus wird die Gaststätte Zum Kleers betrieben.

## Architektur und Geschichte
Der langgezogene, eingeschossige Fachwerkbau stammt aus der Zeit vor 1850 und ist ein frühes Beispiel eines Gartenlokals in einer vorstädtischen Lage. Zur an der Südseite verlaufenden Straße An den Fischteichen befindet sich eine aufwendige Schaufassade im Stil der Neorenaissance.
1907 hatte das Grundstück eine künstlerisch gestaltete Grundstückseinfriedung erhalten.